# Вбивство Джамеля Бенсмаїла
Вбивство Джамеля Бенсмаїла сталося 11 серпня 2021 року в алжирському місті Ларбаа Натх Іратен, вілаєт Тізі-Узу. Його лінчував натовп за підозрою в підпалі, який призвів до масштабних лісових пожеж у регіоні.

## Біографія
Джамель Бенсмаїл народився 23 лютого 1985 року в Міліані, Айн-Дефля, музикант, художник і активіст алжирського руху Хірак. У своєму місті він також був відомий участю у багатьох гуманітарних акціях.

## Вбивство
Вбивство Джамеля Бенсмейна сталося, коли в регіоні протягом трьох днів вирували сильні пожежі, що завдали величезних матеріальних збитків і призвели до кількох жертв. 10 серпня міністр внутрішніх справ Камель Бельджуд підтвердив, що пожежі в регіоні стали результатом підпалів, ця заява була підтримана двома днями пізніше прем'єр-міністром Айменом Бенабдеррахманом. Джамель приїхав із Міліани, щоб допомогти населенню регіону, і його тут же звинуватили у підпалі. Поліція везла його в ділянку, розлючений натовп оточив фургон. Незважаючи на спроби поліцейських захистити Бенсмаїла, кілька нападників проникли у фургон. Джамель безуспішно намагався порозумітися з натовпом. У фургоні його вдарили ножем, потім його вивели з фургона, протягли на площу в центрі міста, лінчували, а тіло спалили.
Практично всі етапи вбивства було знято на десяток мобільних телефонів, ці відео потім масово поширювалися в соцмережах.
92 людину було заарештовано у зв'язку з вбивством, пізніше влада заявила, що вбивство було результатом змови та роботи терористичної організації, а саме рухи за самовизначення Кабілі та рухи Rachad.

## Звинувачення
24 листопада 2022 року суд Дар-ель-Бейди засудив 49 звинувачених до смертної кари, 10 звинувачених — до 12 років тюремного ув'язнення та 17 обвинувачених — до 10 років тюремного ув'язнення та штрафу у розмірі 100 тисяч динарів. Цей же суд засудив 6 осіб до 5 років ув'язнення, 4 осіб - до 3 років і одного - до 2 років, 17 осіб були виправдані.